# Provincia della Carolina
La provincia della Carolina è stata una colonia britannica fondata nel 1663. Nel 1729 venne suddivisa in provincia della Carolina del Nord e provincia della Carolina del Sud.

## Storia
A seguito della restaurazione inglese, il re Carlo II d'Inghilterra decise di premiare otto nobili inglesi che l'avevano sostenuto. Il 24 marzo 1663 li nominò Lords proprietors, ossia proprietari terrieri, della Carolina, una terra così chiamata in onore di suo padre Carlo I (Carolus in latino), morto decapitato dai rivoluzionari inglesi nel 1649. Tra gli otto lords vanno menzionati Edward Hyde, il generale George Monck, Anthony Ashley-Cooper e George Carteret. Questi lords, il cui potere era garantito da una carta firmata dal re (Royal Charter), potevano operare con una larghissima autonomia, anche dal re stesso.
I primi insediamenti permanenti vennero realizzati nel 1653 ad opera di alcuni coloni provenienti dalla Virginia. Attorno al 1670 iniziò a svilupparsi la città di Charlestown, nella sezione meridionale della colonia. Questo nuovo centro abitato divenne in breve tempo il più importante della colonia, tanto da essere scelto come capitale, tuttavia la Carolina risultava poco unita, data la mancanza di collegamenti tra nord e sud. Così, fino al 1691, anno in cui venne eletto un governatore, il nord ed il sud della colonia operarono e legiferarono indipendentemente l'uno dall'altro.
A causa di alcune rivolte scoppiate nei primi decenni del Settecento e dell'incapacità da parte dei lords di governare la colonia, la Carolina fu separata in due parti. Nel 1729 sette degli otto lords decisero di rivendere al re d'Inghilterra i loro terreni. Le due Caroline divennero così ufficialmente colonie del Regno Unito.